# Neue Oper Wien
Die Neue Oper Wien ist eine freie Operngruppe ohne eigene Spielstätte, die 1990 in Wien (Österreich) vom französischen Regisseur Olivier Tambosi gegründet wurde. Musikalischer Leiter ist seit 1991 Walter Kobéra, er ist seit 1993 auch Intendant.

## Geschichte und Ziele
Wichtigstes Ziel der Neuen Oper Wien ist es, in ihren Produktionen die Distanz zwischen Bühne und Zuschauern zu verringern oder ganz aufzuheben und dadurch eine größtmögliche Unmittelbarkeit und Nähe zwischen allen Beteiligten zu schaffen. Im Mittelpunkt steht dabei die Zeitgenössische Musik. Die Neue Oper Wien vergibt regelmäßig Kompositionsaufträge an Komponisten aus dem In- und Ausland.
Die Neue Oper Wien verfügt über keine eigene Spielstätte oder festes Ensemble. Die Spielstätten werden individuell für die Opern ausgesucht, die Bühnenbilder werden eng an die räumlichen Vorgaben angepasst. Aufführungsstätten sind unter anderem das Odeon, das Semperdepot, die Bank Austria Halle im Gasometer, die Remise, das Jugendstiltheater und die Alte Werft in Korneuburg.
Regelmäßig arbeitet die Neue Oper Wien mit dem Theater an der Wien, den Wiener Festwochen und den Bregenzer Festspielen zusammen. Von 2005 bis 2007 war sie beim Internationalen Kammeropern-Festival in Zwolle/NL zu Gast. Außerdem arbeitet die Neue Oper Wien regelmäßig mit dem MÜPA-Palace of Arts Budapest, Wien Modern und der Stiftung Haydn Bozen zusammen.

## Repertoire
Das Repertoire umfasst ausschließlich Werke des 20. und 21. Jahrhunderts und beinhaltet Uraufführungen, österreichische Erstaufführungen, Neu- und Wiederentdeckungen. So zum Beispiel die österreichische Erstaufführung von Billy Budd von Benjamin Britten. Die erste szenische Umsetzung von Helmut Lachenmanns Das Mädchen mit den Schwefelhölzern im Jahr 2003 in Koproduktion mit den Wiener Festwochen sorgte für internationales Aufsehen.
Im Jahr 2009 schrieb die Neue Oper Wien gemeinsam mit dem Musikverlag Doblinger und der BNP Paribas Stiftung den Gerhard-Schedl-Musiktheater-Wettbewerb aus. Das Gewinnerwerk Bruder Woyzeck – Traumfalle von Markus Lehmann-Horn wurde im April 2012 in Wien uraufgeführt.
Peter Eötvös widmete Walter Kobéra und der Neuen Oper Wien seine Oper Paradise Reloaded.
Im Jahr 2020 entdeckte die Neue Oper Wien ein neues Genre für sich und entwickelte gemeinsam mit Marco Di Sapia einen Kurzfilm, der in die Welt der zeitgenössischen Musik einführen soll: Modern hab' ich so gern – Wiener Schmäh trifft auf zeitgenössische Musik.

## Auszeichnungen
2014 gewann die Neue Oper Wien für ihre Produktion Punch und Judy von Sir Harrison Birtwistle beim Armel Opera Wettbewerb und Festival den ARTE Publikumspreis sowie den Preis für die beste Produktion. 2018 war die Neue Oper Wien für den Österreichischen Musiktheaterpreis nominiert, den sie in der Kategorie „Beste Off-Theaterproduktion“ für die Oper Pallas Athene weint von Ernst Krenek gewann. Auch in den darauffolgenden Jahren war die Neue Oper Wien in der Kategorie „Beste Off-Theaterproduktion“ für den Österreichischen Musiktheaterpreis nominiert, 2019 für Leonard Bernsteins A Quiet Place und 2020 für Gerhard Schedls Julie & Jean. 2021 wurde die Neue Oper Wien als erste frei arbeitende Musiktheatergruppe mit dem Preis der Deutschen Theaterverlage ausgezeichnet.

## Aufführungen (Auswahl)

### Uraufführungen
- 1992: Musiktheater-Keimzellen, Uraufführungen und Elektroakustik-Performances
- 1994: Axel Seidelmann: Hiob (Koproduktion mit dem KlangBogen Wien)
- 1995: Reinhard Süss[3]/Oskar Kokoschka: Sphinx und Strohmann
- 2000: Dirk D’Ase: Arrest (Auftragswerk / Koproduktion mit dem Ulmer Theater)
- 2003: Wolfram Wagner/Silke Hassler nach Peter Turrini: Endlich Schluss
- 2004: Christoph Coburger[4] nach Daniil Charms: Zwischenfälle (Koproduktion mit dem Donaufestival Niederösterreich)
- 2005: Christoph Cech – Claudio Monteverdi: Orfeo (Auftragswerk)
- 2006: Richard Dünser/Thomas Höft: Radek (Koproduktion mit den Bregenzer Festspielen)
- 2006: Erik Hojsgaard[5] nach Ödön von Horváth: Don Juan kommt aus dem Krieg (Koproduktion mit dem Theater an der Wien/KlangBogen Wien)
- 2006: Dieter Kaufmann nach Josef Winkler: Requiem für Piccoletto (Auftragswerk Wiener Mozartjahr 2006)
- 2006: Thomas Pernes/Gloria G.: Zauberflöte06 (Auftragswerk Wiener Mozartjahr 2006)[6]
- 2008: Isidora Zebeljan: Eine Marathon-Familie (Auftragswerk / Koproduktion mit den Bregenzer Festspielen)
- 2008: Dieter Kaufmann nach Elfriede Jelinek: FUGE – UNFUG – E
- 2010: Herwig Reiter/Peter Turrini nach Goldoni: Campiello
- 2012: Markus Lehmann-Horn nach Michael Schneider: Woyzeck 2.0 – Traumfalle
- 2013: Šimon Voseček: Biedermann und die Brandstifter
- 2013: Péter Eötvös: Paradise reloaded (Lilith)
- 2015: Judith Franziska Unterpertinger: Judith/schnitt_blende (Tanzoper)
- 2016: Michael Mautner und Irene Suchy nach Franz Novotny und Otto M. Zykan (1977): Staatsoperette – Die Austrotragödie (Bühnenfassung in zwei Akten)
- 2017: Fabián Panisello nach Albert Camus: Le Malentendu (Kammeroper in einem Akt)
- 2020: Manuela Kerer: Toteis[7]

### Österreichische Erstaufführungen
- 1992: Karl Amadeus Hartmann: Simplicius Simplicissimus
- 1995: Kurt Weill: Der Silbersee (im Rahmen des Jeunesse-Festivals „Kurt Weill: Berlin-Paris-New York“)
- 1996: Benjamin Britten: Billy Budd sowie Mark-Anthony Turnage: Greek (im Rahmen des Jeunesse-Festivals „Britten und Briten“)
- 1997: Max Brand: Maschinist Hopkins
- 1998: Hanns Eisler/Bertolt Brecht: Die Maßnahme // HK Gruber/H.C. Artmann: Frankenstein!!!
- 1998: Manfred Trojahn: Enrico (Koproduktion mit dem KlangBogen Wien und den Wiener Festwochen)
- 1999: Tan Dun: Marco Polo (Koproduktion mit dem Serapions Theater)
- 2000: Leonard Bernstein: Candide
- 2001: Alfred Schnittke: Historia von D. Johann Fausten
- 2002: Alban Berg – John Rea nach Georg Büchner: Wozzeck // Hans-Jürgen von Bose: 63:Dream Palace (Koproduktion mit KlangBogen Wien und den Wiener Festwochen)
- 2002: Kurt Weill: Johnny Johnson (Koproduktion mit dem Laxenburger Kultursommer)
- 2002: Philippe Boesmans: Wintermärchen
- 2003: Helmut Lachenmann: Das Mädchen mit den Schwefelhölzern (Koproduktion mit den Wiener Festwochen)
- 2004: John Casken: God’s Liar (Koproduktion mit dem KlangBogen Wien)
- 2005: Péter Eötvös: Le Balcon // Michael Tippett: The Knot Garden (Koproduktion mit dem KlangBogen Wien)
- 2005: Kurt Schwertsik: Katzelmacher
- 2007: Tan Dun: Tea
- 2008: Elliott Carter: What Next? // Detlev Glanert/Jörg W. Gronius: Scherz, Satire, Ironie und tiefere Bedeutung
- 2009: Harrison Birtwistle: The Last Supper (Koproduktion mit dem Theater an der Wien/OsterKlang Wien)
- 2011: José María Sánchez Verdú: Gramma (Gärten der Schrift)
- 2014: Harrison Birtwistle: Punch und Judy
- 2014: Manfred Trojahn: Orest
- 2017: Johannes M. Staud: Die Antilope (Oper in sechs Bildern)
- 2018: Leonard Bernstein: A Quiet Place
- 2018: Péter Eötvös: Radames
- 2019: Péter Eötvös nach dem Stück von Tony Kushner: Angels in America
- 2019: Bernhard Lang nach dem Stück von Arthur Schnitzler: Der Reigen
- 2020: Fabián Panisello nach den Büchern von Michel Tournier: Les Rois Mages - Die Könige aus dem Morgenland[8]